# Petrof

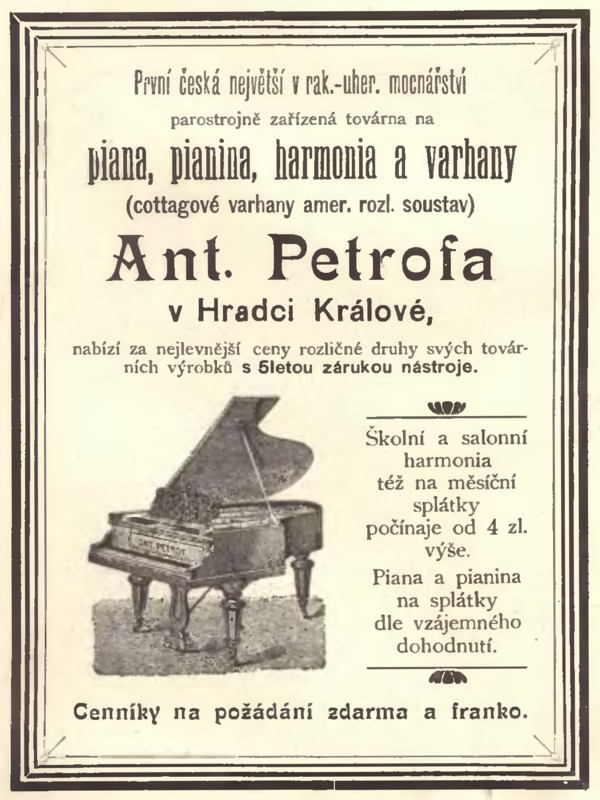
Oude advertentie voor Petrof

Petrof is een Tsjechisch pianomerk. Het bedrijf is opgericht in 1864 in Hradec Králové door Antonín Petrof (-1915) die het vak in Wenen had geleerd.

## Geschiedenis
In 1857 reist de oprichter Antonín Petrof af naar Wenen om het vak van pianobouwer onder de knie te krijgen. In 1864 rolt de eerste concertvleugel in Hradec Králové uit de werkplaats. In 1865 wordt de werkplaats, die eerst een meubelmakerij was, omgebouwd tot pianofabriek. In 1874 verhuist het bedrijfje naar Brno. In 1881 wordt gestart met het vervaardigen van toetsenborden en mechanieken. In 1884 wordt een zaagmolen geïnstalleerd om de productie te vereenvoudigen en versnellen. Vanaf 1894 worden ook instrumenten naar het buitenland verkocht. In 1895 wordt een vestiging geopend in Hongarije in Temesvár (Timișoara).
Het bedrijf wordt in 1908 een besloten vennootschap, waarin niet alleen vader Antonín Petrof maar ook zijn zoon Jan Petrof en vanaf 1914 zijn kleinzoon Vladimír Petrof participeren. In 1915 overlijden Antonín Petrof en zijn vrouw Marie, die de administratie tot dan toe deed. In 1928 opent Petrof samen met Steinway een vestiging in Londen op Wigmore Street. Het management laat het bedrijf groeien, en de derde generatie Petrofs doet zijn intrede met Dimitrij, Eduard en Eugena Petrof. 
Na de Tweede Wereldoorlog wordt het bedrijf (de Továrny piano- en orgelfabrieken) in 1948 genationaliseerd. Er wordt een kantoor in Hradec Králové opgericht. Het merk Petrof blijft gehandhaafd. Vanaf 1954 wordt een afdeling geopend om vernieuwingen in de eigen piano- en vleugelbouw door te voeren middels een researchprogramma. Pas na 1991 -na de communistische periode- keert de Petroffamilie terug, en wordt het bedrijf weer deels (in 2001 geheel) privaat eigendom. In 1994 wordt een modern researchcentrum geopend. De vijfde generatie Petrofs neemt in 2004 het roer over met Zuzana Ceralová Petrofová als directeur.